# Matt Sparrow
Matt Sparrow (Londra, 3 ottobre 1981) è un ex calciatore inglese di ruolo centrocampista.

## Carriera
Ha giocato nella seconda divisione inglese.

## Palmarès

### Club

#### Competizioni nazionali
- Football League One: 2

Scunthorpe: 2006-2007
Brighton: 2010-2011